# Sommer-Paralympics 2012/Teilnehmer (Uruguay)
| stlisierte Goldmedaille | stlisierte Silbermedaille | stlisierte Bronzemedaille |
| ----------------------- | ------------------------- | ------------------------- |
| —                       | —                         | —                         |

Uruguay entsendete mit dem Schwimmer Gonzalo Dutra einen Sportler zu den Paralympischen Sommerspielen 2012 in London. Dieser nahm an den Wettkämpfen 100 Meter Schmetterling und 100 Meter Rückenschwimmen S10 teil, schied jedoch beide Male in den Vorrunden aus.

## Teilnehmer nach Sportart

### Schwimmen
Männer:
- Gonzalo Dutra